# Красная Кудрявка (Балашовский район)
Красная Кудрявка — поселок в Балашовском районе Саратовской области в составе сельского поселения Тростянское муниципальное образование.

## География
Находится на расстоянии примерно 13 км по прямой на юг-юго-запад от районного центра города Балашов.

## История
Основан в 1922 году.

## Население
| 2002 | 2010 |
| ---- | ---- |
| 562  | ↘533 |

Постоянное население составляло 562 человека (92% русские) в 2002 году, 533 в 2010.

## Связь
Сотовая связь и высокоскоростной мобильный интернет стандарта 4G/LTE.